# Alessandro Gregorio Capponi
Pour les articles homonymes, voir Capponi.
Alessandro Gregorio Capponi (né le 12 mars 1683 à Rome et mort le 21 septembre 1746  dans la même ville) est un archéologue italien.

## Biographie
Membre d'une famille patricienne romaine, il est nommé de bonne heure majordome du pape. Homme distingué, érudit ayant un goût éclairé pour les arts et le antiquités, il a secondé le pape Clément XII quand il a acquis, après 1733, pour le musée Capitolin la collection de sculptures du cardinal Alessandro Albani, comprenant des pièces majeures comme les Satyres della Valle, la Junon Cesi ou encore une statue d'Antinoüs découverte à la villa d'Hadrien. Il a disposé ces œuvres dans un ordre ingénieux. Directeur de ces musées, il a rédigé le premier tome du catalogue raisonné du musée.
Il a possédé une excellente bibliothèque remplie d'éditions rares. Il en a fait don dans son testament à la bibliothèque du Vatican. Le Catalogo della libreria Capponi a été rédigé par le Père Alessandro Berti, annoté par Domenico Giorgi et imprimé à Rome en 1747. Il a aussi possédé un cabinet de médailles précieuses qu'il a légué à sa mort au savant jésuite Contuccio Contucci.